# 증기 압축 냉동

증기 압축 냉동(Vapor-compression refrigeration, VCR) 또는 증기 압축 냉동 시스템(Vapor-compression refrigeration system, VCRS)은 냉매의 상전이를 수반하는 방식이자 많은 냉동 사이클 중 하나이며 건물과 자동차의 공기조화에 가장 널리 사용되는 방법이다. 또한 가정용 및 상업용 냉장고, 식품 및 육류의 냉장 또는 냉동 보관을 위한 대규모 창고, 냉장 트럭 및 철도 차량, 기타 다양한 상업 및 산업 서비스에도 사용된다. 정유소, 석유화학 및 화학 처리 공장, 천연가스 처리 공장은 대형 증기 압축 냉동 시스템을 활용하는 다양한 유형의 산업 공장 중 하나이다. 캐스케이드 냉동 시스템은 두 개의 압축기를 사용하여 구현할 수도 있다.
냉동은 밀폐된 공간에서 열을 제거하고 다른 곳으로 전달하여 밀폐된 공간의 온도를 낮추는 것으로 정의될 수 있다. 이 기능을 수행하는 장치를 에어컨, 냉장고, 공기원 히트펌프, 지열 히트 펌프 또는 칠러(히트펌프)라고도 한다.

## 열역학적 과정
압축기 : 등엔트로피 과정
응축기 : 등압 과정
팽창 밸브 : 등엔탈피 과정
증발기 : 등온 과정

## 같이 보기
- 공기조화
- 열펌프
- 공기조화기술
- 냉매
- 냉장